# 徳川駅
徳川駅（トクチョンえき）は、大韓民国釜山広域市北区にある釜山交通公社の駅。「釜山科技大学」を副駅名としている。
3号線の地下区間は当駅までであり、次の亀浦駅から終点の大渚駅までは地上区間となる。

## 利用可能な路線
- 釜山交通公社
  - 2号線 - 駅番号は233。
  - 3号線 - 駅番号は313。

## 駅構造
2号線は相対式ホーム2面2線、3号線は島式ホーム1面2線で、いずれもフルスクリーンタイプのホームドアが設置されている。

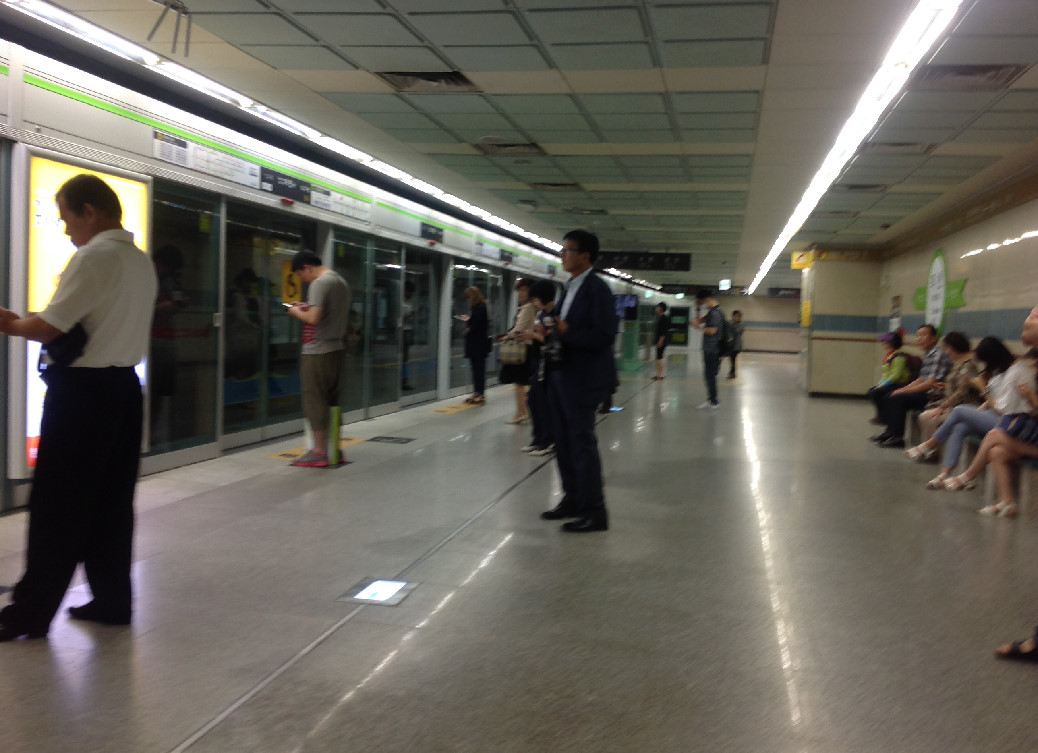
2号線上りホーム（2015年6月）
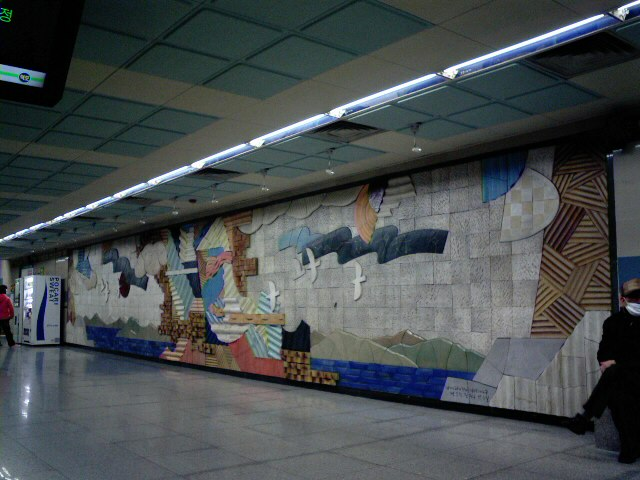
2号線下りホームの壁画
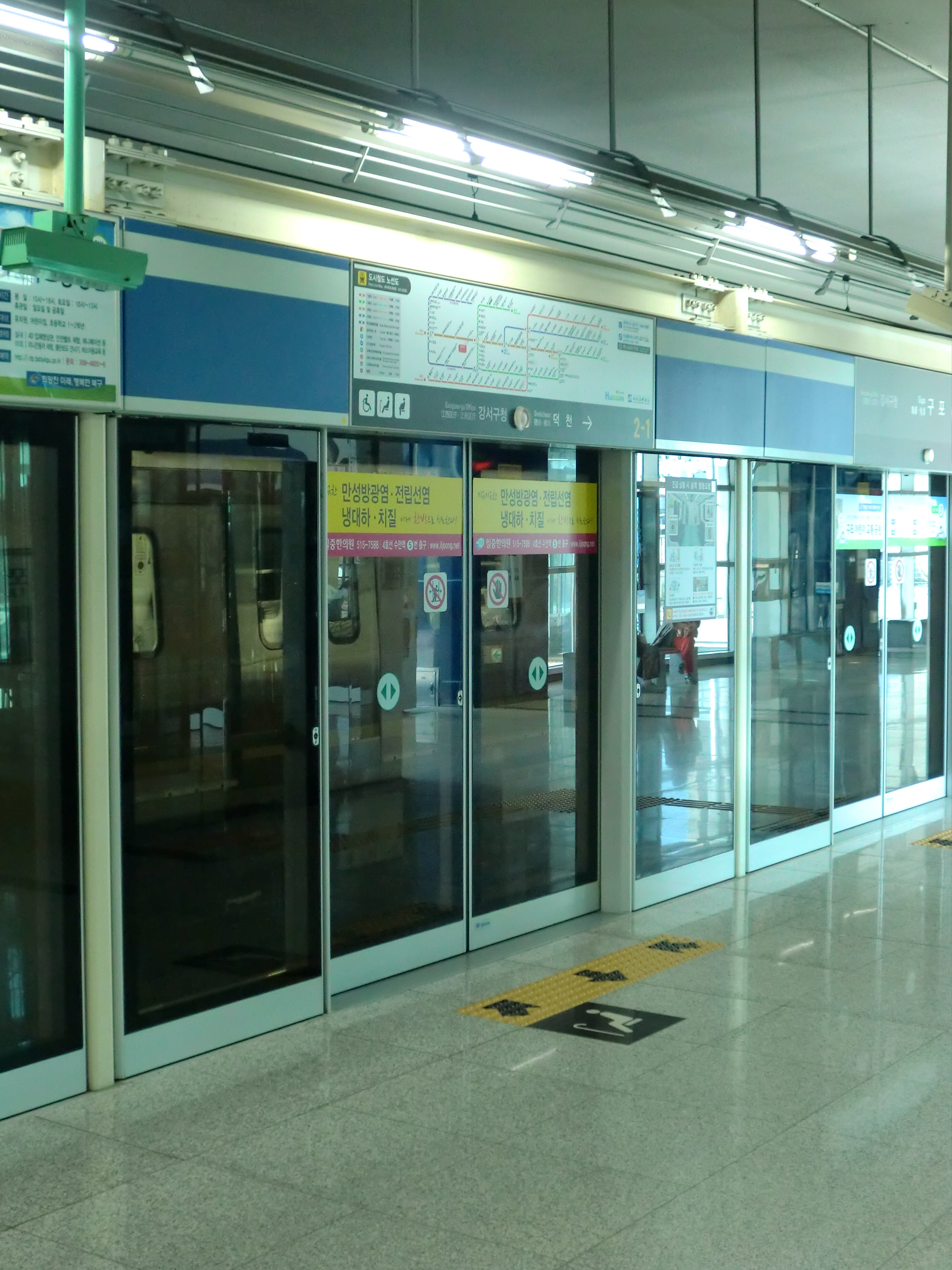
3号線ホームドア
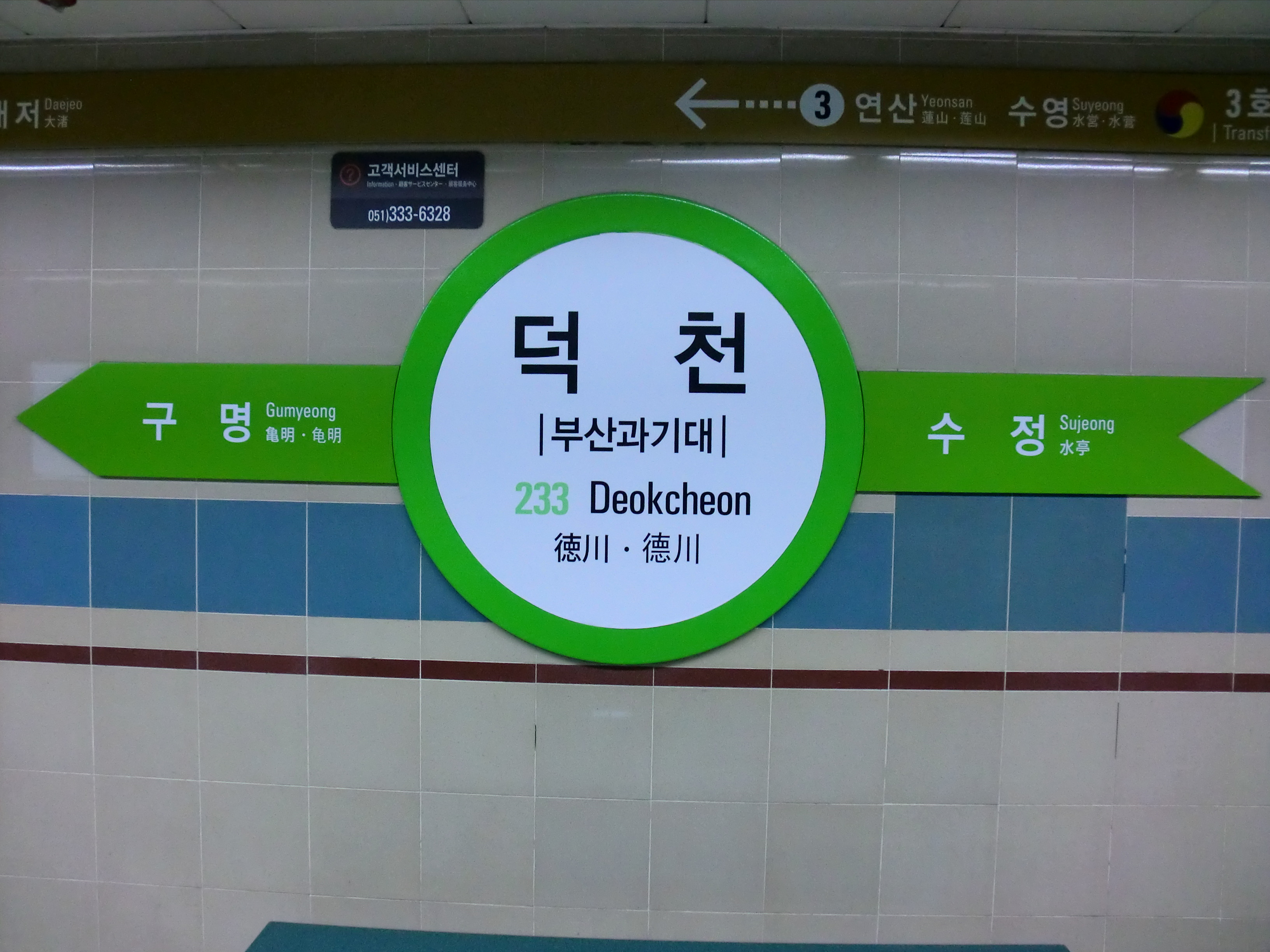
2号線の駅名標
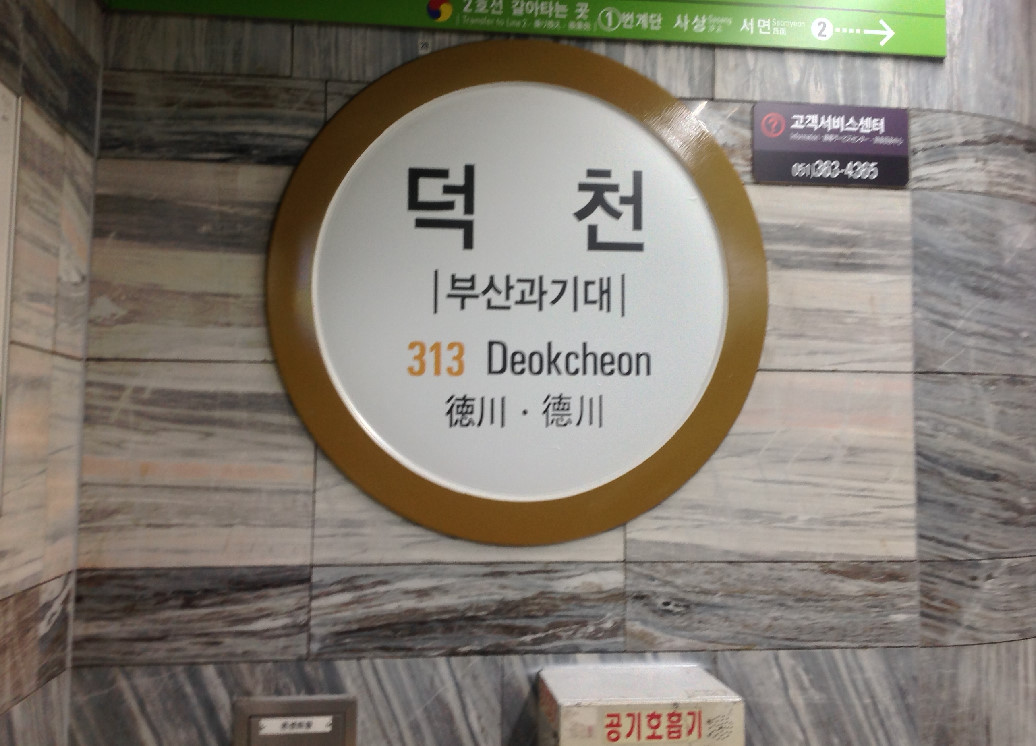
3号線の駅名標

### のりば
| 上り | 2号線 | 萇山方面 |
| 下り | 2号線 | 梁山方面 |
| 上り | 3号線 | 水営方面 |
| 下り | 3号線 | 大渚方面 |

## 歴史
- 1999年6月30日 - 2号線の駅として開業。当時の副駅名は「釜山情報大学」であった。
- 2005年11月18日 - 3号線が開業し、2号線との接続駅となる。
- 2012年2月15日 - 釜山情報大学が釜山科学技術大学校へ改称したことに伴い、副駅名を「釜山科技大学」に変更。

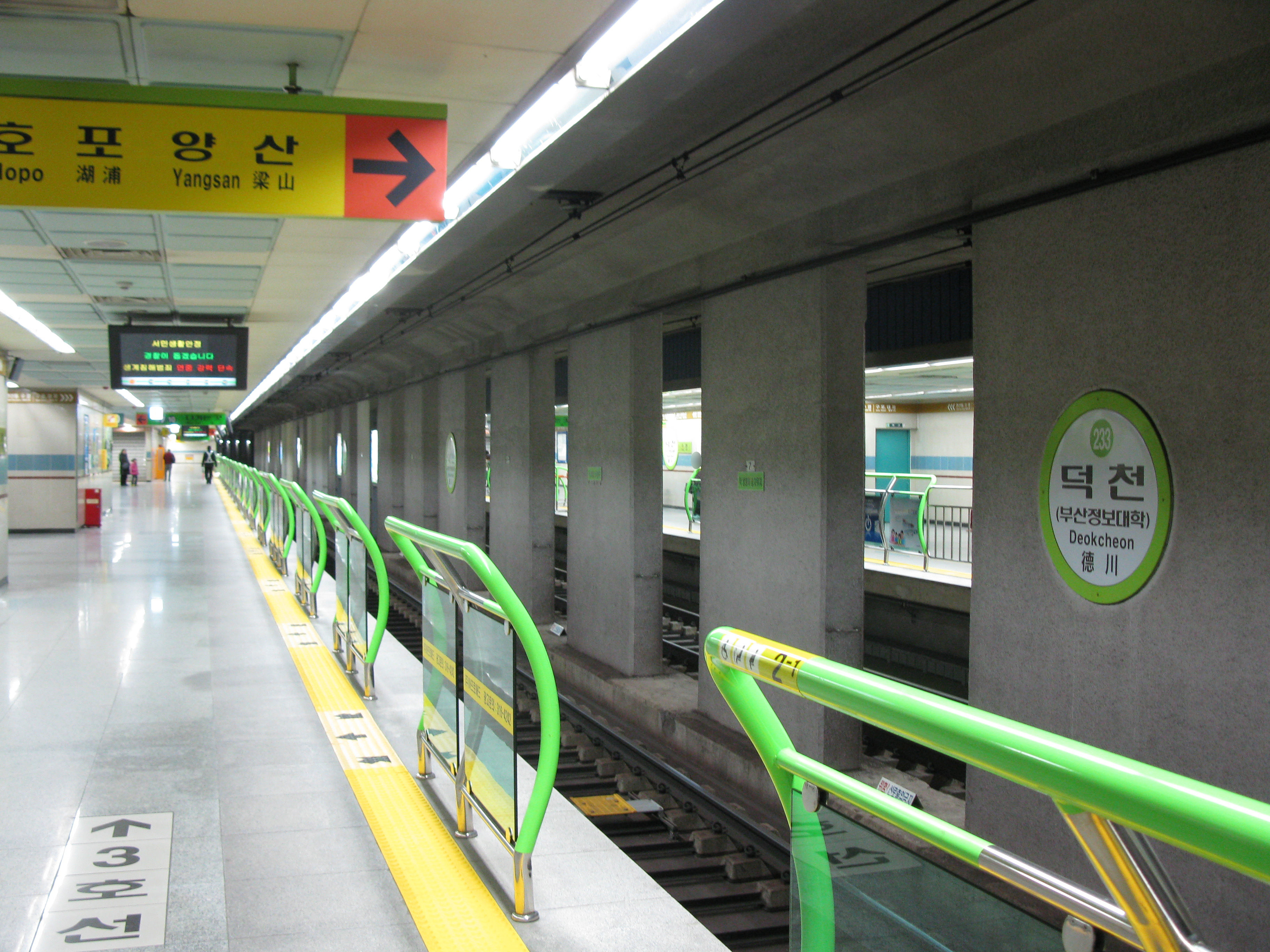
ホームドア未設置時代の2号線下りホーム（2009年2月）
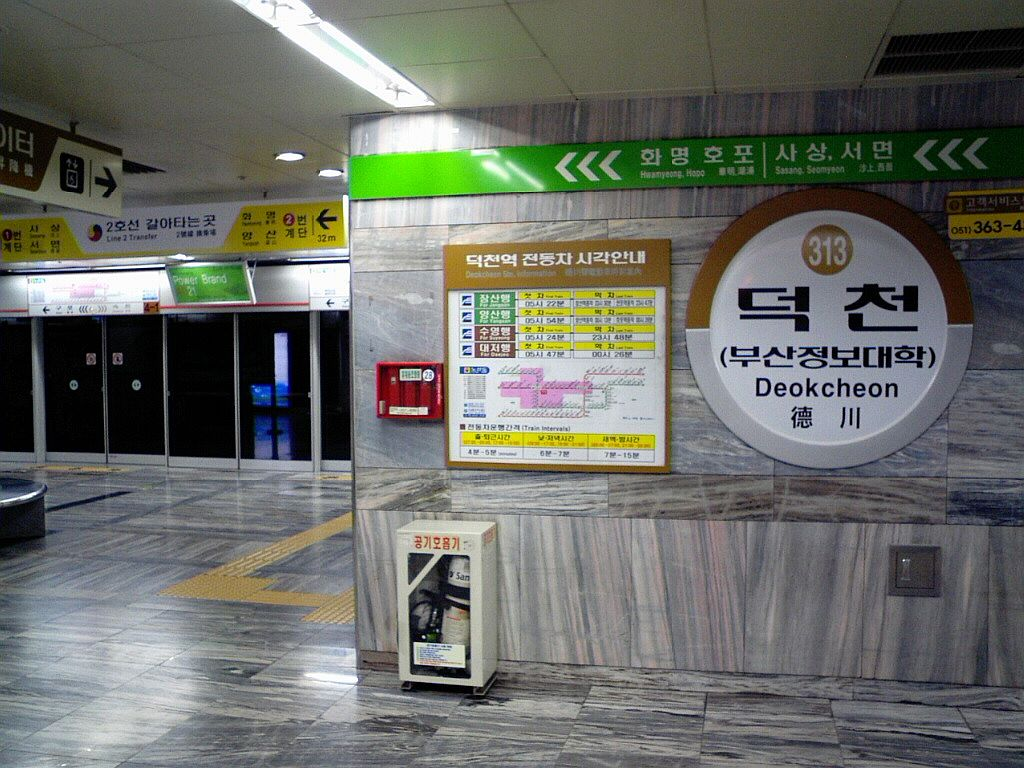
駅名標交換前の3号線下りホーム（2008年1月）

## 駅周辺
- 亀浦倭城跡
- 南海高速道路亀浦IC
- 釜山北部警察署亀浦地区隊
- 徳城初等学校
- 徳川初等学校
- 徳川中学校
- 徳川女子中学校
- 洛東高等学校
- 北部消防署亀浦119安全センター
- 釜山科学技術大学校
- 徳川2洞郵便局
- 中小企業銀行徳川洞支店
- 国民銀行亀浦支店
- 新韓銀行亀浦支店
- ウリィ銀行徳川洞支店
- ハナ銀行釜山亀浦支店

## 隣の駅
釜山交通公社
 2号線
亀明駅 (232) - 徳川駅 (233) - 水亭駅 (234)
 3号線
淑嶝駅 (312) - 徳川駅 (313) - 亀浦駅 (314)